# Baron Amwell

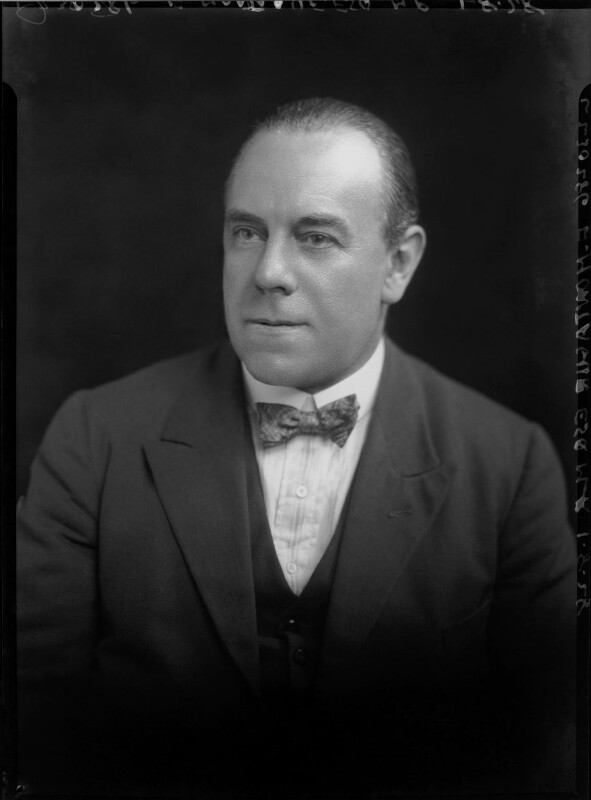
Frederick Montague, 1. Baron Amwell

Baron Amwell, of Islington in the County of London, ist ein erblicher britischer Adelstitel in der Peerage of the United Kingdom.
Der Titel wurde am 16. Juli 1947 dem Labour-Politiker Frederick Montague verliehen.
Aktueller Titelinhaber ist seit 1990 dessen Enkel als 3. Baron.

## Liste der Barone Amwell (1947)
- Frederick Montague, 1. Baron Amwell (1876–1966)
- Frederick Montague, 2. Baron Amwell (1912–1990)
- Keith Montague, 3. Baron Amwell (* 1943)

Titelerbe (heir apparent) ist der älteste Sohn des aktuellen Titelinhabers, Hon. Ian Montague (* 1973).